# Amiral Murgescu
Die NMS Amiral Murgescu war ein 1939 gebauter Minenleger und Geleitschiff der rumänischen Marine aus dem Zweiten Weltkrieg. Sie legte zahlreiche Minenfelder, auf denen mehrere sowjetische U-Boote sanken, sicherte Nachschubgeleite und nahm an der Evakuierung der Krim teil. 1944 beschlagnahmte die Sowjetunion das Schiff und nutzte es unter dem Namen Don als Schulschiff, Depotschiff, Führungsschiff, Wohnschiff sowie Werkstattschiff, bis es 1989 abgewrackt wurde. Namensgeber war der rumänische Admiral Ioan Murgescu (* 27. März 1846; † 5. März 1913).

## Bau und technische Daten
Nach Bewältigung der Weltwirtschaftskrise in den 1930er-Jahren verfügte Rumänien wieder über finanzielle Mittel für Neubauten der Marine. Zum Modernisierungsprogramm der Flotte von 1937 zählten auch vier Minensucher, die im eigenen Land gebaut werden sollten. Mit der Konstruktion beauftragte die rumänische Regierung das niederländische Ingenieurskantoor voor Scheepsbouw (IvS), einer niederländischen Tarnorganisation der deutschen Reichsmarine. Diese projektierte einen Minensucher auf Basis der niederländischen Jan van Brakel.
Das Schiff wurde in Rumänien auf der Werft Santieri Galati in Galați am 1. August 1938 auf Kiel gelegt. Der Stapellauf fand am 14. Juni 1939 unter dem Namen Amiral Murgescu statt, die Fertigstellung und Ablieferung an die rumänische Marine erfolgte am 15. Mai 1941. Die Amiral Murgescu war das größte in Rumänien gebaute Kriegsschiff, blieb allerdings ein Einzelschiff.
Ihre Länge betrug 77,00 Meter, sie war 9,10 Meter breit und wies einen Tiefgang von 2,50 Metern auf. Die Konstruktionsverdrängung betrug 812 Tonnen. Der Antrieb bestand aus zwei Krupp-Dieselmotoren, deren Leistung 2100 PS betrug. Diese wirkte auf zwei Schrauben, das Schiff erreichte eine Geschwindigkeit von 16,0 Knoten und hatte eine Reichweite von 2100 Seemeilen bei 10 kn Geschwindigkeit. Die Friedensstärke der Besatzung betrug 79 Mann, im Krieg bestand sie aus 135 Offizieren und Mannschaften. Die Bewaffnung bestand aus zwei 10,5-cm-Geschützen, zwei 3,7-cm-Flak, vier 2,0-cm-Flak und 135 Minen. Dazu kamen zwei Wasserbombenwerfer für die U-Boot-Jagd.
Ein zweites Schiff der Klasse, die Cetatea Albă, wurde 1939 auf Kiel gelegt, lief 1940 vom Stapel, wurde aber nicht fertiggestellt. Der Name stammt von der gleichnamigen Stadt Cetatea Albă, dem heutigen Bilhorod-Dnistrowskyj an der ukrainischen Schwarzmeerküste. Zwei weitere Schiffe wurden noch geplant, doch der Bau nicht mehr begonnen.

## RumänischeAmiral Murgescu
Nach ihrer Übergabe an die Marine im Mai 1941 bildete die Amiral Murgescu zusammen mit dem Minenschiff Durostor die 4. (Minenleger-)Gruppe. Noch vor dem Kriegseintritt Rumäniens auf Seiten der Achsenmächte im Juni 1941 erfolgte der erste Einsatz zusammen mit den Minenschiffen Aurora und Regele Carol I vom 16. bis zum 19. Juni 1941. Dabei legten die drei Schiffe Defensiv-Minensperren entlang der Küste zwischen Kap Midia an der türkisch-bulgarischen Grenze und Tuzla nahe der sowjetischen Grenze, um die eigene Schifffahrt vor Angriffen zu schützen. Die Effektivität dieser Sperren zeigte sich bald: Beim Vorstoß sowjetischer Kreuzer und Zerstörer auf Konstanza am 26. Juni geriet der Zerstörer Moskwa in das Minenfeld und sank, der Kreuzer Woroschilow wurde beschädigt. Bis zum Ende des Jahres sanken zudem sechs sowjetische U-Boote in diesen Minensperren.
Der nächste Einsatz zum Werfen einer Minensperre folgte im Oktober 1941. Zusammen mit den beiden Minenschiffen Dacia und Regele Carol I legte die Amiral Murgescu vom 7. Oktober bis zum 16. Oktober Sperren an der bulgarischen Küste. Eskortiert wurden die drei Schiffe von den rumänischen Torpedobooten Sborul, Naluca, Smeul (Năluca-Klasse), den Kanonenbooten Ghigulescu und Dumitrescu. Zeitweise gehörten auch die bulgarischen Torpedoboote Smeli, Derzky und Khabri zur Sicherung, beim An- und Abmarsch auch rumänische Zerstörer. Bis zum 10. Oktober wurden zunächst vier Sperren und eine Teilsperre geworfen. Am 10. Oktober geriet die Regele Carol I kurz nach dem Auslaufen aus Warna mit 150 Minen an Bord auf eine vom U-Boot L-4 gelegte Mine und sankt innerhalb von 13 Minuten.
Im Februar 1942 legte die Amiral Murgescu zusammen mit der Romania erneut Defensivsperren in der Nähe von Sulina an der Donaumündung. Im Mai und Juni nahm die Amiral Murgescu an Landungsübungen und zusammen mit den Minenschiffen Constanta und Dacia an gemeinsamen Manövern teil. Im Anschluss an diese Manöver bereiteten die deutsch-rumänischen Seestreitkräfte ein Minenunternehmen an der Krim vor: Vom 24. bis zum 27. Juni 1942 legten die Amiral Murgescu und die Dacia Flankensperren gegen sowjetische U-Boote in der Odessa-Bucht. Gesichert wurden sie dabei wieder von den Zerstörern Regele Ferdinand, Regina Maria und Marasestri, den Kanonenbooten Ghigulescu, Stihi und Dumitrescu, dem Torpedoboot Smeul und deutschen Räumbooten der Donau-Flottille. In diesen Sperren sanken im August und September die sowjetischen U-Boote M-33 und M-60.
Zwischen den Minenunternehmen sicherte die Amiral Murgescu immer wieder Geleite im Schwarzen Meer – so wird sie zum Beispiel bei der Sicherung der Geleits mit den beiden Transportern Danubius und Durostor zwischen Kap Tendra und Sfântu Gheorghe am 1./2. November 1942 genannt. Anschließend legte sie am 5. November wieder zusammen mit der Dacia eine U-Boot-Sperre bei der Insel Serpilor vor der rumänisch-ukrainischen Grenze.
Weitere Einsätze als Minenleger folgten 1943: Zusammen mit dem inzwischen den Deutschen überlassenen Minenschiff Romania legte sie am 20. April 1943 weitere Flankensperren vor Sulina und der Bucht von Odessa. Im Laufe des Jahres wurden auch die 1941 vor Konstanza gelegten Minensperren erneuert. Diese waren durch Seegang und Eisdrift gelichtet und wurden durch drei neue Teilsperren ergänzt. Beteiligt an dieser Aktion waren auch die Amiral Murgescu, Romania und Dacia mit Einsätzen vor Sulina, dem Bosporus und in der Eupatoria-Bucht. Die Schiffe fuhren bei diesen Einsätzen unter rumänischer Führung, allerdings nach deutschen Plänen. Bei der Versorgung des Kuban-Brückenkopfes wirkte die Amiral Murgescu erneut als Minenleger. Unter der Sicherung von Minenräumbooten der 3. Räumbootsflottille war sie dort Mitte September im Einsatz. Im November 1943 wiederum war sie zusammen mit dem Zerstörer Mărășești und den deutschen Räumbooten R 165, R 197 und R 209 als Geleitschutz für den Transporter Santa Fé unterwegs, der am 23. November von einem sowjetischen U-Boot versenkt wurde.
Im Mai 1944 beteiligten sich alle fahrbereiten rumänischen Schiffe an der Evakuierung rumänischer und deutscher Truppen von der Krim. An dieser „Operation 60.000“ war die Marine mit Sicherungs- und Transportaufgaben beteiligt. Die Dacia und Amiral Murgescu gehörten zum letzten Konvoi, der Chersones verließ. Einige Monate später, am 5. August 1944, wurde das Schiff bei einem sowjetischen Luftangriff auf Konstanza beschädigt. Als in Rumänien am 23. August der Staatsstreich und der Seitenwechsel zu den Alliierten stattfand, soll in Konstanza die Besatzung der Amiral Murgescu deutschfreundlich geblieben sein und ihr Kommandant sich beim Einmarsch der Roten Armee das Leben genommen haben.

## SowjetischeDon
Nach dem Seitenwechsel beschlagnahmte die Sowjetunion noch im August alle Schiffe der rumänischen Marine. Noch nach diesem Zeitpunkt eskortierte die Amiral Murgescu am 2. September einen Konvoi mit fünf sowjetischen Schiffen von Odessa nach Konstanza. Dabei wurde eines der Schiffe torpediert und sank, was die sowjetische Seite zu Sabotagevorwürfen veranlasste und als Vorwand zur Beschlagnahme der rumänischen Schiffe genutzt haben soll.
Am 5. September besetzten sowjetische Truppen die Amiral Murgescu und gliederten sie bereits am 14. September unter dem Namen Don in die Schwarzmeerflotte ein. Im Gegensatz zu vielen anderen rumänischen Schiffen gab die Sowjetunion die Don nicht zurück, sondern behielt sie. Während des Kalten Krieges verlor sich die Spur des Schiffes in der Schwarzmeerflotte und lange Zeit wurde davon ausgegangen, dass das Schiff 1967 abgewrackt wurde.
Die Flotte nutzte das Schiff im Laufe der Jahrzehnte für verschiedene Zwecke und Namen: Zunächst wurde das Schiff weiter als Minenleger geführt, am 2. April 1945 unter Beibehaltung des Namens zum Schulschiff umgebaut und am 18. Januar 1947 zum Depotschiff bzw. Tender umklassifiziert. 1948 (2. September) erhielt es seine Ausrüstung zum Führungsschiff, 1956 (7. Mai) wurde die Bewaffnung entfernt und unter der Kennzeichnung PKZ-107 als Wohnschiff geführt. Eine letzte Kennung PM-76 erhielt das Schiff am 4. Januar 1958 und diente in ihrer letzten Funktion als Werkstattschiff.
Am 27. Mai 1988 wurde es schließlich aus der Flottenliste gestrichen und ein Jahr später im Golf von Inkerman auf der Krim abgewrackt.